# Giove a Pompei
Giove a Pompei är en opera (commedia musicale) i tre akter med musik av Alberto Franchetti och Umberto Giordano, och libretto av Luigi Illica och Ettore Romagnoli. Operan hade premiär den 5 juli 1921 på Teatro La Pariola i Rom.

## Historia
Kompositionsarbetet hade börjat redan 1899, men på grund av musikernas bristande intresse fortsatte det i över tjugo år. Illica dog innan det var klart och de sista justeringarna av librettot gjordes av Romagnoli.
Vid första föreställningen mottogs den musikaliska komedin med stor framgång. Den fina och originella musiken uppskattades mycket av publiken, som applåderade mycket efter första akten. Efter andra akten fortsatte applåderna för att kulminera med bifall efter tredje och sista akten. Stor hjälp hade föreställningen av kostymerna och dekorernas praktfulla överdåd.
Operan sattes upp igen i maj 2017, 96 år efter den första och enda föreställningen, på Teatro Umberto Giordano i Foggia, i samband med firandet av 150-årsjubileet för Gioranos födelse.

## Personer
| Roller          | Röstläge  | Premiärbesättning 5 juli 1921 |
| --------------- | --------- | ----------------------------- |
| Parvolo Patacca | Bas       | Riccardo Massucci             |
| Aribobolo       | Tenor     | Francesco Greggio             |
| Marcus Pipa     | Tenor     | Francesco Fortezza            |
| Giove           | Baryton   | Luigi Merazzi                 |
| Lalage          | Sopran    | Emilia Bassi                  |
| Calpurnia       | Kontraalt | Alberta Raffaelli             |